# TDRS-11
TDRS-11 (ang. Tracking and Data Relay Satellite 11) – amerykański satelita telekomunikacyjny agencji kosmicznej NASA do pośredniczenia w łączności między misjami kosmicznymi a Ziemią. Pierwszy statek 3. generacji satelitów systemu TDRSS. Planowany czas działania satelity to 15 lat.

## Budowa i działanie
Satelita został zbudowany przez firmę Boeing, w oparciu o platformę BSS-601HP. Start obsługiwała firma United Launch Alliance.
Statek ma 8 metrów długości i 21 metrów szerokości, przy rozłożonych panelach ogniw słonecznych (generujących do 3,22 kW energii elektrycznej). Jego masa wynosi 3,45 tony, z czego 1,7 tony to paliwo. 
Ładunek telekomunikacyjny satelity, pracujący w pasmach S, Ka i Ku, korzysta z dwóch 4,5 metrowych anten.